# Kenneth Anger
Kenneth Anger, pseudonimo di Kenneth Wilbur Anglemyer (Santa Monica, 3 febbraio 1927 – Yucca Valley, 11 maggio 2023), è stato uno sceneggiatore, regista e scrittore statunitense d'avanguardia, celebre per il suo lavoro nel cinema underground e sperimentale.

## Biografia

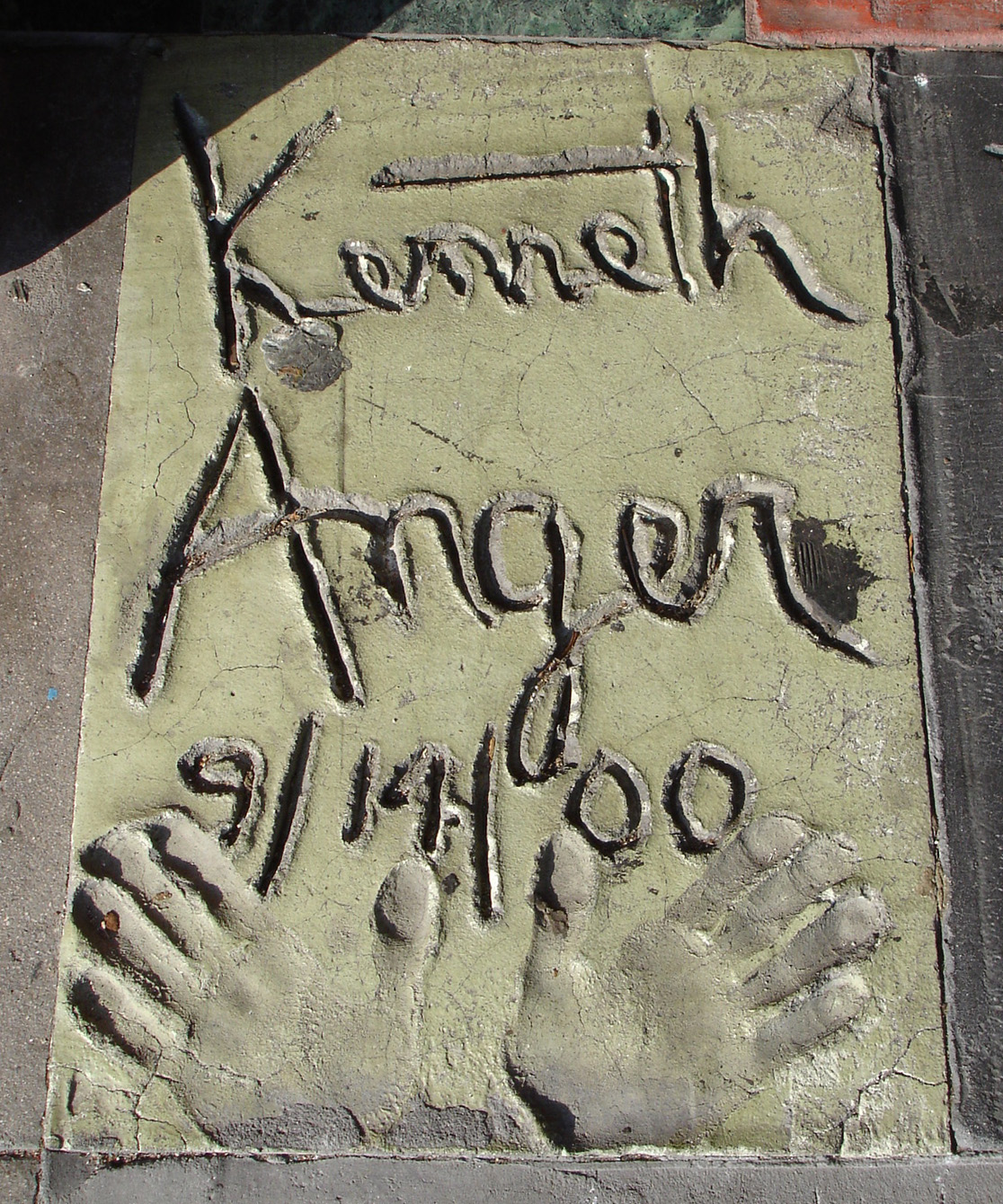
Firma e impronte di Kenneth Anger davanti al Vista Theatre, al numero 4473 di Sunset Drive, Los Angeles

Kenneth Anger afferma di aver interpretato la parte del principino nella versione del 1935 del Sogno di una notte di mezza estate. Frequentò la scuola di danza di Maurice Kossloff con Shirley Temple. In realtà non è stata mai confermata la sua partecipazione al film e c'è chi crede che sia un'invenzione del regista stesso, noto per il suo carattere eccentrico e i vari aneddoti misteriosi da lui stesso messi in circolazione nel corso della sua vita.
Nella tarda adolescenza fu affascinato dal soprannaturale e in particolare da Aleister Crowley, ma, seppur ricevette molte volte la proposta di aderire alla religione fondata da Crowley, Thelema, non vi aderì mai. Molti dei suoi film riflettono tematiche occultistiche.
Cominciò a girare film all'età di 10 anni, ma i suoi primi lavori andarono quasi tutti distrutti. Il suo primo film ad avere una distribuzione fu Fireworks, girato a Los Angeles nel 1947. L'opera attirò l'attenzione di Jean Cocteau, che invitò Anger a recarsi a Parigi. Il film presenta quelle che saranno le caratteristiche tipiche di tutti i lavori futuri di Anger: riprese in 16 mm, assenza di dialoghi; omaggi al cinema hollywoodiano e non; dissacrazione provocatoria e iconoclasta dei valori americani (in questo caso la Marina, il 4 luglio, il Natale); allusioni visive all'occultismo e all'esoterismo. Il regista inoltre, all'epoca poco più che adolescente, mette in scena in modo esplicito la propria omosessualità interpretando il protagonista.
Dal 1950 al 1960 Anger vive e lavora quasi esclusivamente a Parigi, dove ha modo di visionare, tra gli altri, i film di Georges Méliès. Per un breve periodo vive anche in Egitto e a Roma. Qui, nella Villa d'Este, gira il cortometraggio Eux d'artifice. Nel 1954 torna brevemente negli Stati Uniti dove gira uno dei suoi film più famosi, Inauguration of the Pleasure Dome, ispirato ai rituali di Aleister Crowley.
Mentre praticamente tutti i suoi film sono cortometraggi che durano da 3,5 a 30 minuti, nel 1955 gira un documentario sulla rovina dell'Abbazia di Thélema di Crowley, a Cefalù in Sicilia, andato perduto. Nel 1958 scrive in Francia la prima versione di Hollywood Babilonia, un libro senza peli sulla lingua sull'altra faccia di Hollywood, popolata fin dai suoi albori di scandali e svariati crimini. Il libro verrà presentato negli Stati Uniti solo nel 1966, dove verrà censurato e riammesso 9 anni più tardi.
Kenneth Anger ha stretto un'intima amicizia con il dottor Alfred Kinsey dell'Istituto di Ricerca sul Sesso. Anger avrebbe ricordato in seguito che Kinsey fu il suo primo cliente, dato che acquistò una copia di Fireworks quando si incontrarono per la prima volta nel 1947. Anger aiutò poi Kinsey ad accrescere il suo archivio di film. La collezione Anger include la corrispondenza tra i due uomini e lettere per e da l'ex direttore dell'istituto, John Bancroft. Anger avrebbe poi parlato apertamente della sua partecipazione alle ricerche di Kinsey, che includevano l'essere filmato mentre si masturbava. Nel 1955 si recò con Kinsey a Cefalù per realizzare un documentario all'Abbazia di Thélema.
Tornato definitivamente negli Stati Uniti nel 1960, Anger inizia a intessarsi al fenomeno in rapida crescita dei bikers e pochi anni dopo realizza il suo lavoro più celebre, Scorpio Rising, che gli darà grande prestigio negli anni a venire e diventerà un punto di riferimento per futuri registi come Martin Scorsese e David Lynch. Tenta poi di girare un progetto analogo che rimarrà però incompiuto, un corto di soli 3 minuti intitolato Kustom Kar Kommandos.
Nel 1967 comincia le riprese di quello che viene definito come il suo film più ambizioso e affascinante, Lucifer Rising. Il film è caratterizzato da una lavorazione lunga oltre un decennio e da varie vicissitudini che contribuiscono ad accrescerne il fascino, nonché l'alone di ambiguo mistero che aleggia attorno ad Anger stesso. Per interpretare Lucifer Rising sceglie il giovanissimo e sconosciuto musicista Bobby Beausoleil, che a detta del regista avrebbe poi rubato gran parte del materiale dopo un alterco per andare ad aggregarsi alla Family di Charles Manson. Beausoleil ha sempre negato l'accaduto replicando che Anger aveva semplicemente finito i soldi.
Nel 1969 Anger utilizza quanto resta del materiale per montare Invocation of My Demon Brother, un cortometraggio di 11 minuti dove Beausoleil appare brevemente assieme ad Anton LaVey, gli Hells Angels e i Rolling Stones. Ripreso il progetto nel 1970, il regista cerca invano di far interpretare Lucifero da Mick Jagger, che aveva introdotto alle dottrine crowleiane assieme a Marianne Faithfull, che nel film interpreta il ruolo di Lilith. A riprese terminate, nel 1973 Anger incarica Jimmy Page di comporre la colonna sonora. In seguito ha un litigio ampiamente pubblicizzato con Page, a proposito della colonna sonora di Lucifer Rising. Anger dichiara che Page ha impiegato tre anni per ultimare la musica e il risultato finale è una cantilena di 25 minuti, inutilizzabile. Anger accusa inoltre Page di "avere una relazione con la Bianca Signora" e di essere troppo dipendente e deviato dalla droga per riuscire a completare il lavoro. Page controbatte dicendo di avere adempiuto a tutti i suoi obblighi, addirittura prestando ad Anger i suoi attrezzi per il montaggio del film per aiutarlo a portare a termine il progetto. La musica di Page viene accantonata e nel 1976 il regista si rivolge a Beausoleil, condannato all'ergastolo per aver partecipato nel 1969 agli omicidi di Bel Air orditi da Manson. Beausoleil compone la colonna sonora in carcere e il film è definitivamente pronto nel 1980.
Nei primi anni ottanta Kenneth Anger tenta senza successo di realizzare altri seguiti di Lucifer Rising. Nell'84 pubblica Hollywood Babilonia II che Anger stesso ammette di avere scritto più che altro per soldi. Da allora comincia a ritirarsi sempre di più a vita privata.
Nel 1995 lo scrittore Bill Landis pubblica il libro Anger. The Unhautorized biography of Kenneth Anger, sulla vita del regista dalla nascita fino ai primi anni '90. Sebbene in buoni rapporti con Landis dal 1980, Anger non apprezza il libro e lancia una "maledizione" della scuola di Thelema allo scrittore, cosa che è sempre stato solito fare contro chiunque ritenesse suo "nemico".
Dal 2000 ricomincia a girare lavori occasionali, talvolta su commissione, e partecipa a diversi videoclip, conferenze e interviste dove racconta spesso gli aneddoti della sua vita e spiega le dottrine di Crowley.
Anger è morto per cause naturali in una struttura di cura nella Yucca Valley, in California, l'11 maggio 2023, all'età di 96 anni.

## Filmografia parziale

### Regista
- Who Has Been Rocking My Dreamboat (1941) cortometraggio
- Tinsel Tree (1942) cortometraggio
- Prisoner of Mars (1942) cortometraggio
- The Nest (1943) cortometraggio
- Drastic Demise (1945) cortometraggio
- Escape Episode (1947)
- Fireworks (1947) cortometraggio
- Puce Moment (1949) cortometraggio
- Rabbit's Moon (1950) cortometraggio
- Eaux d'artifice (1953) cortometraggio
- Inauguration of the Pleasure Dome (1954)
- Story of O (1961, mai terminato)
- Scorpio Rising (1963) cortometraggio
- Invocation of My Demon Brother (1969) cortometraggio
- Kustom Kar Kommandos (1970) cortometraggio
- Lucifer Rising (1972) cortometraggio
- Senators in Bondage (1976)
- Hollywood Babylon, co-regia di Nico B. (2000) cortometraggio
- Ich will! (2000)
- Don't Smoke That Cigarette (2000)
- The Man We Want to Hang (2002) cortometraggio
- Mouse Heaven (2004) cortometraggio
- Anger Sees Red (2004) cortometraggio
- My Surfing Lucifer (2009) cortometraggio
- Brush of Baphomet (2009) cortometraggio
- Magick Lantern Cycle (2009)
- Missoni (2010) cortometraggio
- 42 One Dream Rush (2010)
- Airships (2013)

## Discografia

### Album
- 2011 - Technicolor Skull con Brian Butler

### Partecipazioni
- 2012 - Mark Stewart Exorcism of Envy

## Opere letterarie
- Hollywood Babilonia, Milano, Sugar, 1960.
- Hollywood Babilonia II, Milano, Adelphi, 2000.